# Khemis El Khechna

Khemis El Khechna (arabiska خميس الخشنة) är en stad och kommun i norra Algeriet och är den största staden i provinsen Boumerdès. Folkmängden i kommunen uppgick till 75 962 invånare vid folkräkningen 2008, varav 46 965 invånare bodde i själva centralorten.